# Алле, Эмиль
Эми́ль Алле́ (фр. Émile Allais, 25 февраля 1912, Межев, Франция — 17 октября 2012, Салланш, Франция) — французский горнолыжник, четырёхкратный чемпион мира (1937—1938), бронзовый призёр зимних Олимпийских игр в Гармиш-Партенкирхене (1936). Прожил дольше всех других призёров зимних Олимпийских игр.

## Спортивная биография
Родился в семье пекаря. Бросил школу, чтобы работать в отеле, принадлежавшем его матери.
В 1932 году закончил свою военную службу в 27-м батальоне альпийских егерей, в котором служил солдатом-лыжником. На зимних Олимпийских играх в Гармиш-Партенкирхене (1936), на которых впервые разыгрывались комплекты наград в горных лыжах, завоевал бронзу в горнолыжной комбинации. В 1937 г. на первенстве мира в Шамони стал чемпионом сразу в трех дисциплинах: в слаломе, скоростном спуске и в комбинации. В 1938 г. в Энгельберге он вновь выиграл золото в комбинации. Также завоевал четыре серебряных награды мировых первенств.
Во время Второй мировой войны участвовал в движении Сопротивления. После её окончания работал инструктором на горнолыжных курортах в Скво-Вэлли, Калифорния, и Портильо, Чили. В 1954 г. вернулся во Францию, до 1964 г. был техническим директором горнолыжного курорта Куршевель. Затем — технический консультант на ряде других горнолыжных курортах, в том числе Ла Плань и Flaine. Также основал лыжную школу École de Ski Français.
В 2005 году за вклад в развитие французского горнолыжного спорта он был отмечен наградой французского Сената.
Умер в возрасте 100 лет и 7 месяцев в октябре 2012 года. Примечательно, что 100 лет и 7 месяцев прожил и другой призёр Олимпийских игр 1936 года в комбинации — немец Густав Ланчнер, который умер в марте 2011 года (Алле прожил на две недели дольше, чем Ланчнер).